# Parastylotermes krishnai
Parastylotermes krishnai (лат.) — ископаемый вид термитов из семейства Stylotermitidae. Обнаружен в эоценовом камбейском янтаре (западная Индия, штат Гуджарат, Tadkeshwar lignite mine, ипрский век, около 50 млн лет).

## Описание
Длина тела около 4 мм. Длина переднего крыла 5,7 мм. Формула шпор голеней: 2-2-2. Виды Parastylotermes krishnai, Nanotermes isaacae и Prostylotermes kamboja и другие были впервые описаны в 2011 году американскими палеоэнтомологами Майклом Энджелом (Engel, Michael S.) и Дэвидом Гримальди (Grimaldi, David A.). Видовое название P. krishnai дано в честь профессора Кумара Кришны (Prof. Kumar Krishna), крупного специалиста по термитам.